# عايدة فولك
عايدة فولك (بالإسبانية: Aida Folch)‏ هي ممثلة إسبانية، ولدت في 24 نوفمبر 1986 في إسبانيا.

## أعمال

### أفلام
- (2016) ملكة إسبانيا

## وصلات خارجية
- عايدة فولك على موقع IMDb (الإنجليزية)
- عايدة فولك على موقع روتن توميتوز (الإنجليزية)
- عايدة فولك على موقع تيرنر كلاسيك موفيز (الإنجليزية)
- عايدة فولك على موقع أول موفي (الإنجليزية)
- عايدة فولك على موقع قاعدة بيانات الفيلم (الإنجليزية)